# A Very Flattened Christmas
A Very Flattened Christmas é um filme de humor negro de 2024 dirigido por Shane Wallace. Teve um lançamento limitado nos cinemas pela Different Day Pictures nos Estados Unidos em 21 de setembro de 2024, seguido por um lançamento digital em 24 de outubro.

## Sinopse
Durante o Natal, funcionários de uma empresa de coleta de animais atropelados são mortos por um homem usando uma máscara de rena.

## Elenco
- Key Tawn Toothman - Max Peters
- Trevor Vincent Farney - Dan
- Mark Mannette - Dale
- Mark D. Anderson - Detetive Bradley
- Jesse Bailey - Rick
- Shanna Berry - Francine
- John Doornbos - Stewart
- Lucas Farney - Red Eyes
- Noah Farney - Bobby
- Blaine Frazier - Dale Jr.
- Beckie Jenek - Jerry-Ann
- Dean Kavivya - Reginald

## Recepção
Em sua crítica no Film Threat, Bobby Lepire avaliou com 7/10 dizendo que "todos os atores têm um timing cômico sólido, enquanto a revelação do assassino faz sentido... muito divertido".